# Брэтиану, Винтилэ
Винти́лэ (Винти́ла) Брэтиа́ну (рум. Vintilă Brătianu; 16 сентября 1867, Бухарест, Объединённое княжество Валахии и Молдавии — 22 декабря 1930, там же, Румыния) — румынский либеральный политический и государственный деятель валашского происхождения, член и — в 1927—1930 годах — лидер Национал-либеральной партии Румынии. Премьер-министр Румынии (1927—1928).

## Биография

### Молодые годы
Винтилэ Брэтиану родился 16 сентября 1867 года в Бухаресте, в семейном особняке на улице Флорица (Florica). Отец Винтилэ — выдающийся румынский политический деятель Ион Брэтиану (впоследствии он дважды занимал пост премьер-министра страны). Он был младшим ребёнком в семье — к моменту появления на свет Винтилэ, у Брэтиану и его супруги уже было два сына — Ионел и Дину. В юности Винтилэ, как и оба его брата, проходил учёбу в Парижской Политехнической школе, получил диплом инженера, после чего вернулся на родину и стал работать архитектором.
Когда Ионел Брэтиану, старший брат Винтилэ, стал лидером румынской национал-либеральной партии, тот присоединился к национал-либералам и оказал брату помощь в восстановлении и реорганизации партии. Наряду с Дину и Ионелом, на данном этапе он являлся одним из выразителей интересов и сторонников банковского капитала в Румынии. В начале XX века Винтилэ Брэтиану возглавлял Национальный банк Румынии (12 млн лей), состоял членом советов Румынского банка и Сельской кассы (10 млн лей), военно-промышленного общества Говора — Калиманешти (5 млн лей), Компании морской (20 млн) и речной (7 млн лей) навигации, а также Трамвайного общества в Бухаресте. Это позволило семье Брэтиану и национал-либералам держать под своим контролем всю румынскую экономику.

### Политическая деятельность
В 1907—1910 годах Винтилэ Брэтиану занимал пост мэра Бухареста. В 1913 году, незадолго до Первой мировой войны, в Бухаресте была напечатана его книга «Государственные кризисы 1901—1907—1913 гг.», в которой автор выразил своё отношение, в том числе, к крестьянскому восстанию 1907 года в Румынии. «Неорганизованное восстание 1907 года, — предупреждал Брэтиану, — могло бы найти организацию в городах, и, следовательно, принять в будущем характер не восстания, а революции». В скором времени после начала военных действий в Европе он выступил с докладом «Интересы Румынии в настоящей войне». В нём Брэтиану поддержал позицию своего старшего брата Ионела, который, будучи премьер-министром Румынии, решил занять выжидательную позицию в произошедшем конфликте и не торопиться с принятием чьей-либо стороны. Того, по мнению Винтилэ Брэтиану, требовали «инстинкт самосохранения и уроки прошлого». Развивая свою мысль, брат главы правительства призывал румын не обращать внимания на соблазны и рассуждать здраво, не строя иллюзий относительно продолжительности войны.
В 1916 году, когда Румыния вступила в Первую мировую войну на стороне Антанты, Винтилэ Брэтиану был назначен министром национальной обороны. Именно у него на дому 17 августа 1916 года в строжайшей секретности, в присутствии всего нескольких человек, были подписаны политическое соглашение и военная конвенция, санкционировавшие вступление Румынии в Мировую войну. . В соответствии с данным соглашением, Румыния д.б. объявить войну только Австро-Венгрии, к которой у неё имелись территориальные претензии (Трансильвания, Буковина, Банат). Впрочем, данная уловка не принесла никаких позитивных результатов:
как только Румыния объявила войну австрийцам, — Германия, Болгария и Турция объявили войну Румынии… На новом посту Брэтиану выступал в поддержку Франции и Великобритании, озвучивал требования к России предоставить Румынии полную свободу в устье Дуная, в Чёрном море и проливах.
В 1922 году Брэтиану стал министром финансов. В этой должности он инициировал проведение ряда экономических, в том числе финансовых, реформ, придерживаясь политики протекционизма и активно противодействуя вмешательству в румынскую экономику иностранного капитала. Это в значительной степени повлияло на укрепление позиций монополий и банков в стране: все наиболее крупные промышленные и финансовые монополистические объединения поддерживались и контролировались представителями правящей партии. Так, сам Брэтиану был председателем административного совета Румынского банка.

### Премьер-министр страны
После внезапной смерти Ионела Брэтиану на посту главы правящей национал-либеральной партии и премьер-министра Румынии, Винтилэ стал новым лидером национал-либералов и принял полномочия главы правительства. На данном посту он пробыл всего чуть менее года: с учётом экономической ситуации, сложившейся в стране, а также в связи со снижением популярности правящей партии после смерти Ионела, — Винтилэ Брэтиану попытался сформировать коалиционное правительство. Однако его замыслы нарушил национал-царанист Юлиу Маниу. 3 ноября 1928 года Брэтиану был вынужден уйти в отставку и возглавить оппозицию, тогда как Маниу занял пост премьер-министра. Одной из причин этой отставки стало и то, что недоверие к его политике со стороны французских властей препятствовало получению Румынией иностранных займов.

### Глава оппозиции
Будучи лидером оппозиции, Винтилэ Брэтиану настойчиво выступал против предстоящего возвращения в Румынию принца Кароля, который в 1925 году усилиями национал-либералов, возглавляемых братьями Брэтиану, был лишён права престолонаследия из-за разрыва с семьёй и романа с румынской еврейкой Еленой (Магдой) Лупеску. Неприятие кандидатуры Кароля экс-премьером Винтилэ Брэтиану было столь велико, что в мае 1930 года политик даже встречался с братом Кароля Гогенцоллерна, принцем Николае, членом регентского совета при малолетнем короле Михае I, сыне Кароля. Однако все попытки склонить принца Николае на свою сторону оказались неудачными. Когда вернувшийся в Румынию принц Кароль взошёл на престол и короновался как Кароль II, Брэтиану не сумел предотвратить раскола в рядах партии национал-либералов: ряд её представителей, включая племянника Брэтиану, Георге, высказался в поддержку нового монарха. В связи с этим 9 июля 1930 года Винтилэ Брэтиану был также вынужден публично признать Кароля II законным монархом.
22 декабря 1930 года Винтилэ Брэтиану умер в Бухаресте. Уход из жизни лидера национал-либеральной партии ещё в большей степени поспособствовал повороту части национал-либералов в сторону сближения с Каролем II.